# シクロペンタンペントン
シクロペンタンペントン（英: Cyclopentanepentone）は、化学式C5O5で表される化合物である。ロイコン酸とも呼ばれる。シクロペンタンの各位がケトン基に置き換わったもので、一酸化炭素の五量体である。
2000年の時点では、微量の合成に成功するにとどまっている。

## 関連化合物
シクロペンタンペントンは、クロコン酸アニオン C5O52− に対応する化合物であると捉えることができる。
シクロペンタンペントン五水和物 (C5O5·5H2O) と呼ばれるものは、デカヒドロキシシクロペンタン (C5(OH)10)のことと考えられている。